# Свети Антоний (Неволен)
„Свети Антоний“ (на гръцки: Ιερός Ναός Αγίου Αντωνίου) е православна църква в сярското село Неволен (Вамвакия), Егейска Македония, Гърция, енорийски храм на Сярската и Нигритска епархия на Вселенската патриаршия.

## История
Църквата е построена в центъра на селото в 1904 година като малка безкуполна базилика. Поради разрастването на селото в 1955 година е построена нова църква, открита на 13 ноември 1974 година от митрополит Константин Серски. В архитектурно отношение представлява трикорабна безкуполна базилика, която на изток завършва с три конхи. В 1996 година е пристроен нартекс и малко по-късно започва изписването на храма.
Към енорията принадлежат и храмовете „Успение Богородично“ и „Свети Илия“.